# Stabskapten
Stabskapten var en militär grad i den svenska armén 1750-1833, med tjänsteställning mellan kapten och löjtnant. Stabskaptenen förde befälet över något av de kompanier, som egentligen hade regementschefen (Livkompaniet), överstelöjtnanten (Överstelöjtnantens kompani) eller majoren (Majorens kompani) som chef. Före 1750 kallades motsvarande grad kaptenlöjtnant. 
Titeln förekom tidigare även i andra arméer med samma tjänsteställning som i den svenska. Så var det både i den franska armén före revolutionen och i den ryska armén före revolutionen. Stabskapten är i dag den högsta fackofficersgraden i Bundeswehr. En tysk stabskapten har lön som en major, men tjänsteställning mellan kapten och major.